# Thürelz
Die Thürelz, auch Thürelzbach genannt, ist ein etwa 13 Kilometer langer Bach in den Landkreisen Cochem-Zell und Mayen-Koblenz (Rheinland-Pfalz). Er hat ein Einzugsgebiet von 27,7 km²

## Verlauf
Der Thürelzbach entspringt östlich von Laubach als Urmersbach. Er fließt zunächst nach Osten und wendet bei Kaisersesch seinen Lauf nach Norden und passiert Urmersbach. Unterhalb von Urmersbach wird der Bach Stellbach genannt. Hinter der Augstmühle, kurz vor Monreal, mündet der Thürelzbach in den Moselzufluss Elz.